# Гає Ауленті
Гаєтане «Гає» Ауленті (італ. Gae Aulenti; 4 грудня 1927, Палаццоло-делло-Стелла — 1 листопада 2012, Мілан)  — італійська архітекторка і дизайнерка, авторка низки відомих у світі проектів, пов'язаних з реконструкцією музеїв, колишній президент Академії мистецтв Брери в Мілані.

## Біографія

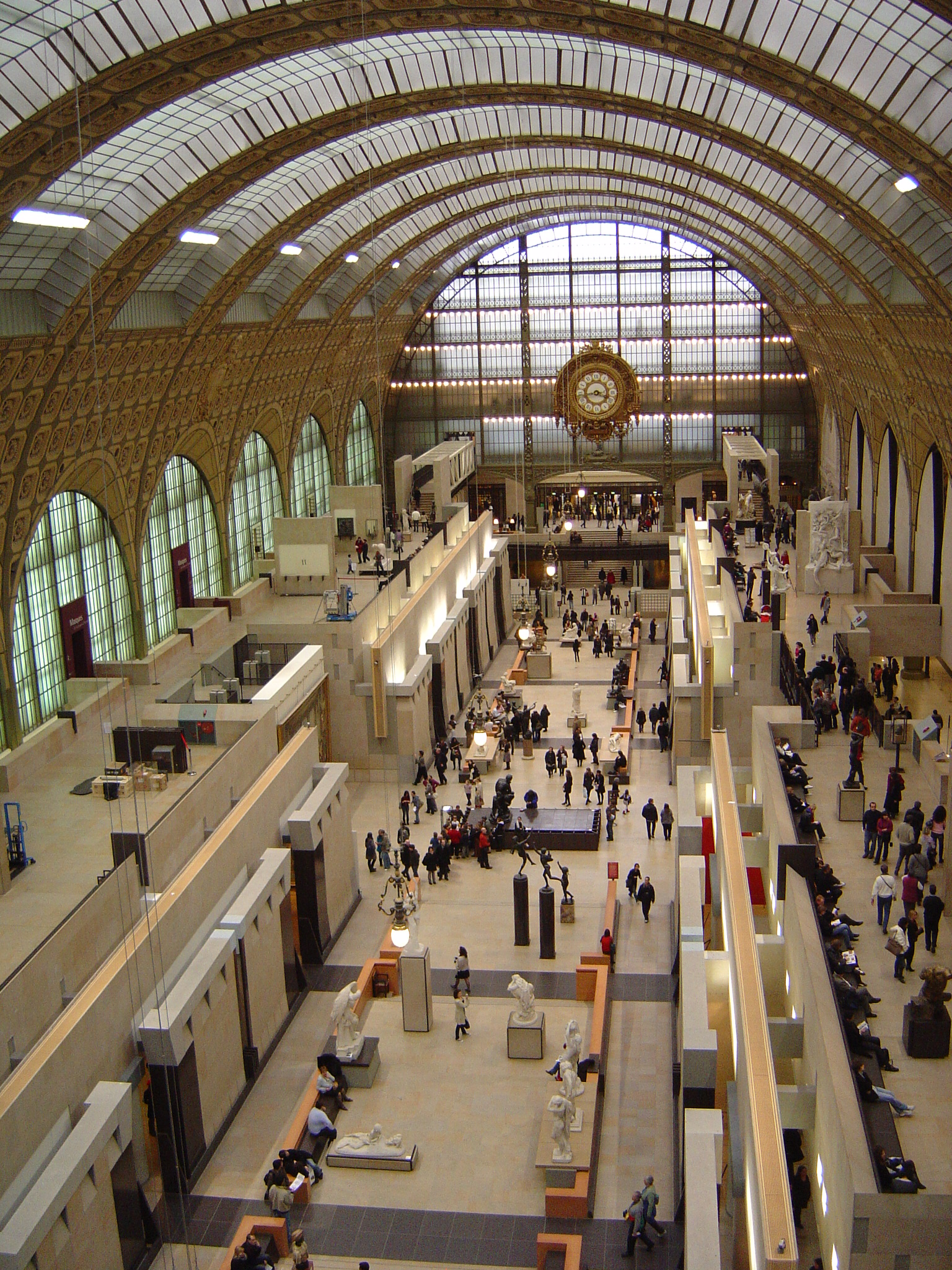
Музей д'Орсе

Гаєтане Ауленті народилась 4 грудня 1927 року в Палаццоло-делло-Стелла, Італія. У 1959 році здобула освіту на факультеті архітектури Міланського політеху, її однокурсником був Вітторіо Гаратті. Згодом працювала в журналі архітектури і дизайну Casabella Continuita дизайнером-графіком і в журналі Lotus International. На її становлення як архітекторки спочатку вплинув неореалізм, а пізніше італійська течія під назвою «neoliberty» (найбільш відомі приклади — Вежа Веласка в Мілані і Вежа ББПР в Турині).
Гає Ауленті активно займалась викладацькою і громадською діяльністю, викладала у Венеціанській школі архітектури у 1960—1962 роках і в Міланській школі архітектури у 1964—1967 роках, читала лекції на кафедрі архітектури Венеціанського університету. В той час вона працювала над дизайном для універмагу «La Rinascente», а згодом розробляла дизайн меблів в дизайнерській компанії Zanotta [Архівовано 28 липня 2016 у Wayback Machine.], де створила такі відомі роботи як стілець «April» [Архівовано 28 липня 2016 у Wayback Machine.] з нержавіючої сталі, що складається, і стіл стіл «Sanmarco» [Архівовано 28 липня 2016 у Wayback Machine.], зроблений з дзеркального скла. Згодом Ауленті стала віце-президентом Асоціації промислового дизайну.
У 1966 році Гає Ауленті стала діловим партнером компанії Olivetti, для якої вона створила дизайн кількох салонів (зокрема, «Olivetti Shop» (1966, Париж, Франція)). У 1968 році почала співробітництво з компанією Fiat, для якої розробляла дизайн інсталяцій, стендів і виставкових залів. Серед них — виставковий зал в Цюриху (1969—1970, Швейцарія), в Брюсселі (1970, Бельгія), у Турині (1970, Італія).
У 1985 році, працюючи на компанію iGuzzini illuminazione, створила систему освітлення «Cestello» для Палаццо Грассі в Венеції і розробила процес промислового виробництва подібних систем освітлення. Згодом вона використовувала систему «Cestello» у багатьох проектних роботах для музеїв.
У 2001 році Ауленті створила мініатюрну версію світильників «Cestello» для невеликих приміщень на замовлення компанії iGuzzini illuminazione [Архівовано 16 липня 2016 у Wayback Machine.].
У 2011 Ауленті брала участь в дизайнерських роботах, пов'язаних з розширенням аеропорту Святого Франциска Ассізького в Перуджі.
Померла 31 жовтня 2012 року в своєму будинку в Мілані. Останні роки життя важко хворіла, але не призупиняла роботу, зокрема, в 2012 році працювала над проектом реставрації культурного центру Палаццо Бранчіфорте в Палермо.

## Відомі проекти
Гає Ауленті відома завдяки участі в таких проектах, як Національний музей мистецтв у Парижі (Музей д'Орсе), Національний центр мистецтва і культури імені Жоржа Помпіду в Парижі, венеціанського Палаццо Грассі, Музею мистецтва Азії в Сан-Франциско, Національного музею мистецтва Каталонії в Барселоні, працювала над проектом реконструкції площі Кадорна в Мілані. В Римі Ауленті займалась реконструкцією папських стаєнь при Квіринальському палаці.

## Нагороди
Гає Ауленті була кавалером французького ордену Почесного легіону. Також вона була нагороджена низкою високих урядових нагород Італії та інших держав, численними преміями і призами. Останню нагороду за досягнення в кар'єрі отримала 16 жовтня 2012 року від Трієналле Мілану.

## Особисте життя
Була двічі одружена, вперше за архітектором Франко Буцці (Franco Buzzi), потім за Карло Ріпа ді Меана, який був комісаром ЄС у справах культури. Залишились дочка і внучка. Донька Джованна Буцці (1955 р.н.), художник по костюмах, мешкає у Римі, має міжнародне визнання як костюмер театральних постановок та масових театралізованих заходів (розробила більше двох тисяч костюмів для церемонії закриття Зимових Олімпійських ігор 2006 року в Турині).